# Ramón Apraiz
Ramón Apraiz Sáenz de Elburgo (Vitoria, 1845-Vitoria, 1926) fue un médico español.

## Biografía
Nació en Vitoria en 1845. Su hermano Julián, nacido tres años después, sería filólogo, arqueólogo y escritor. Doctor en medicina, Ramón fue director del periódico Anales de Ginecología y de la Revista Médica Vasco-Navarra. Falleció en su localidad natal en 1926.